# Chiesa di Santa Maria di Montedoro
La chiesa di Santa Maria di Montedoro (anticamente chiamata di Monte Moro), si trova a Montefiascone, alle falde di un poggio, a tre chilometri dalla città, sulla Strada Verentana. È stata realizzata da Antonio da Sangallo il Giovane, che la progettò mentre era occupato nei lavori di restauro del Palazzo Papale di Montefiascone, affidatigli da papa Leone X.
Il progetto di questa chiesa vide inizialmente impedimenti dal punto di vista economico a causa della grave pestilenza nel 1523, e venne quindi realizzato soltanto parzialmente; finché, poco tempo più tardi l'architetto Pietro Tartarino si aggiudicò l'appalto per il compimento della chiesa che riesce comunque a rendere testimonianza della chiara progettualità sangallesca.
Ha la forma di un tempietto ottagonale. All'ottagono è unito un coro semicircolare lungo 21 metri, mentre il perimetro dell'ottagono ne misura 31, in sei angoli dell'ottagono si trovano semicolonne rettangolari sovrapposti da capitelli dorici, sopra i quali scorre un fascio di modanature. Nel mezzo di ogni lato sono disegnate finestre, non tutte aperte. Al di sopra si trova il tamburo. Sul tamburo si eleva un rozzo muro che cela la piccola cupola eretta sul tamburo stesso.
Nell'interno, al quale si accede attraverso due porte (una sul lato di fronte e una sul terzo lato a sinistra), si trovano cinque cappelle laterali e la grande cappella semicircolare dell'altare maggiore. Tutte le cappelle presentano degli affreschi; ricordiamo quello riguardante la Crocifissione, l'altro che presenta la Madonna con il Bambino, e un terzo in cui è rappresentata la Resurrezione.

## Galleria d'immagini

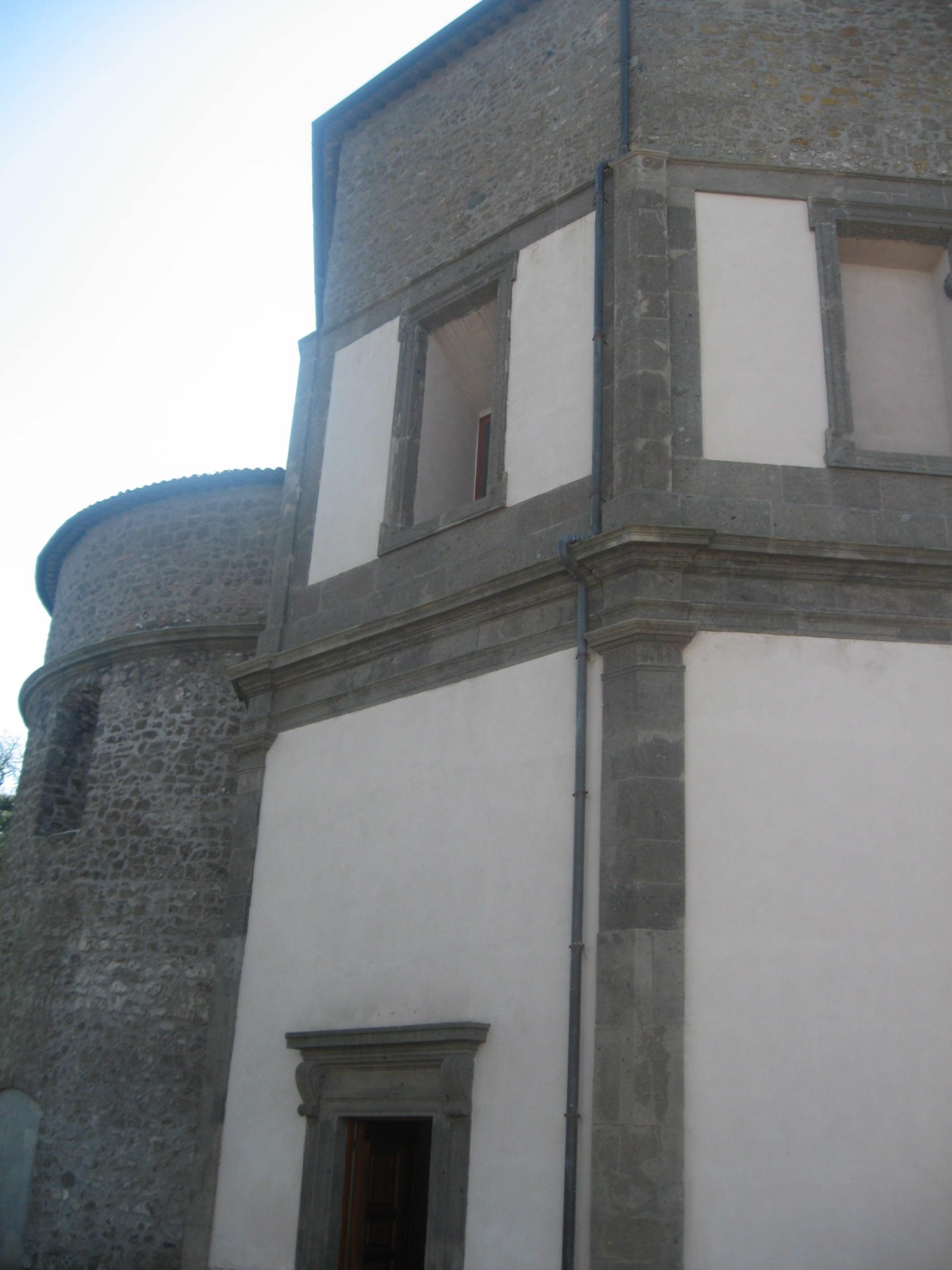
La chiesa di S. Maria di Montedoro
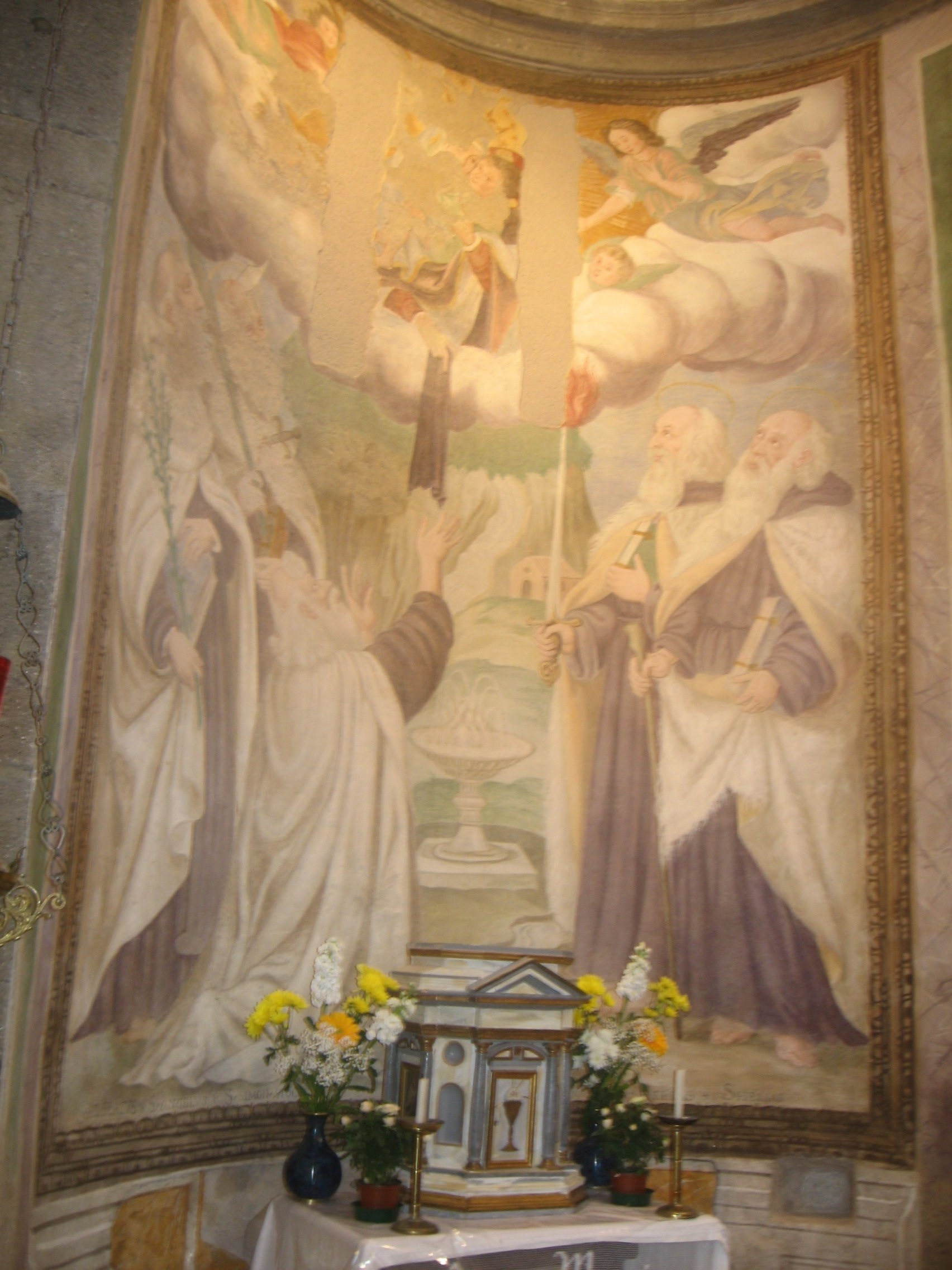
Affresco laterale
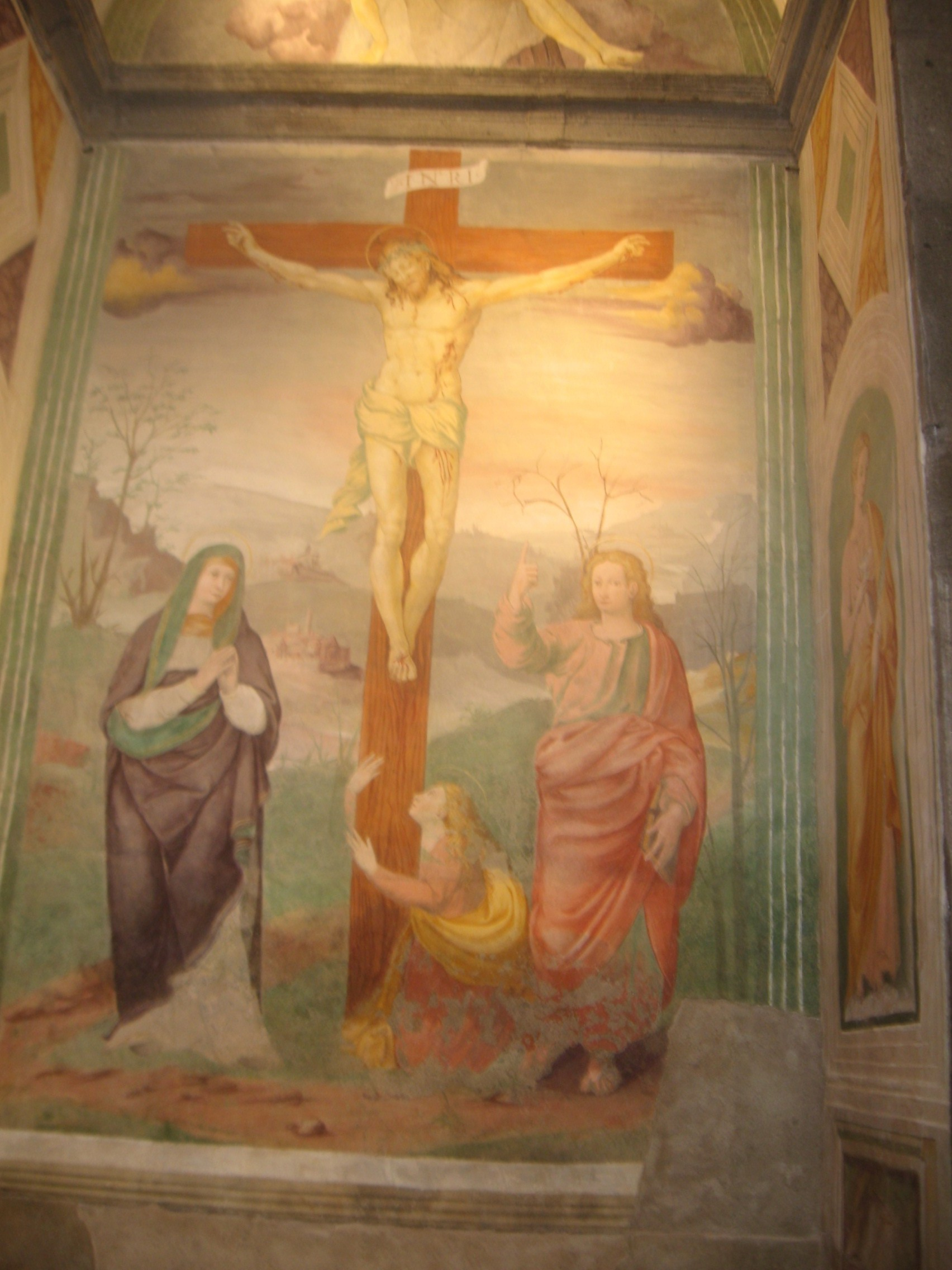
Crocifissione
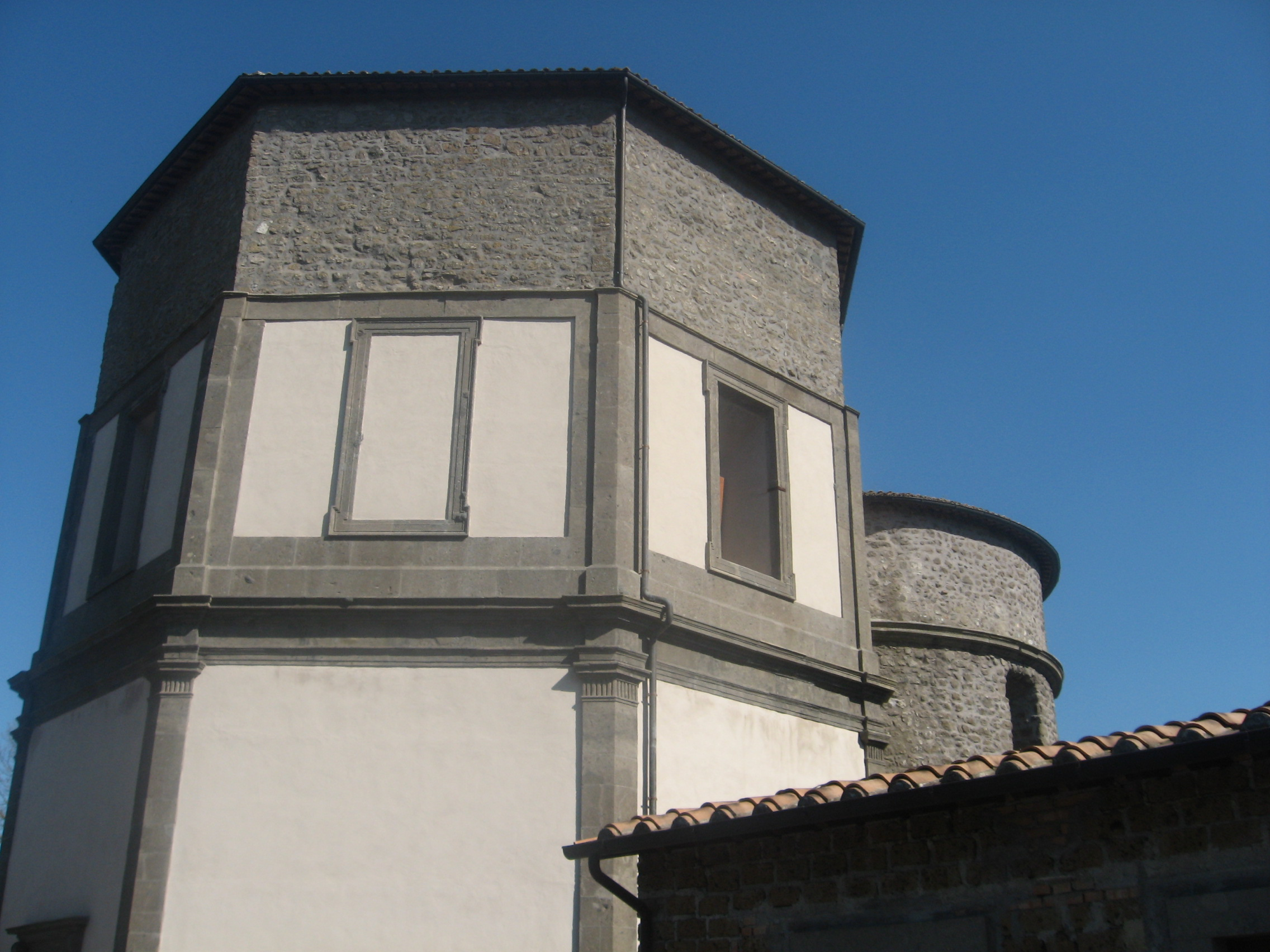
Facciata posteriore